# Cerkiew św. Sergiusza z Radoneża w Niżnym Nowogrodzie
Cerkiew św. Sergiusza z Radoneża – cerkiew prawosławna w Niżnym Nowogrodzie, wchodząca w skład kompleksu zabudowań pałacu prawosławnych biskupów niżnonowogrodzkich, obok cerkwi Zaśnięcia Matki Bożej oraz Wniebowstąpienia Pańskiego. 
Cerkiew, a być może również monaster pod wezwaniem św. Sergiusza z Radoneża istniała na miejscu dzisiejszej przed 1621 i została zniszczona w czasie pożaru w 1701. Szczególną czcią była w niej otoczona ikona Obrazu Chrystusa Nie Ludzką Ręką Uczynionego. W 1838 architekt G. Kizewetter przeprowadził remont cerkwi, jednak zrujnowany budynek nie nadawał się do dalszego użytkowania liturgicznego. Car Aleksander II Romanow polecił budowę nowej świątyni w stylu staroruskim według projektu R. Kileweina. W 1869, po czteroletnich pracach budowlanych, obiekt został poświęcony.  
Po rewolucji październikowej cerkiew została zamknięta i zaadaptowana na siedzibę nowogrodzkiego związku malarzy. Obiekt zwrócono eparchii niżnonowogrodzkiej i arzamaskiej w 2003 i wyremontowano. 4 listopada 2006 arcybiskup nowogrodzki i arzamaski Jerzy (Daniłow) uroczyście dokonał ponownego poświęcenia obiektu.   